# 焦挺
焦挺，小说《水浒传》中人物，中山府人氏，祖传三代相扑为生。前往枯树山投鲍旭的时候，遇到了偷偷下山去帮助关胜攻打凌州的李逵，焦挺不停地打量李逵，二人厮打起来。焦挺施展家传相扑，连摔李逵两跤，当得知对方是梁山黑旋风时却纳头便拜。李逵招纳他到梁山入伙，焦挺欣然同意。两人不打不相识。于是他约了鲍旭和李逵一起杀入凌州。在攻打曾头市后，归顺了梁山。受招安后，征討王慶時，焦挺參與南豐之戰，斬殺淮西軍先鋒劉以敬、上官義。征讨方腊時，攻润州时乱军中乱箭射死，马踏身亡，成為最先陣亡的三個人之一。

## 影视形象
- 1998年央视版《水浒传》：魏峰
- 2011年版《水浒传》：寇军
- 2013年版《武松》：释行濠